# FC 장크트갈렌
FC 장크트갈렌 1879(Fussballclub St. Gallen 1879) 또는 FC 장크트갈렌(FC St. Gallen)은 스위스 장크트갈렌의 축구 팀으로, 1879년에 창단했다. 이 팀은 스위스의 축구 팀 가운데 가장 오랜 역사를 자랑하는 축구 팀이다.

## 주요 경력

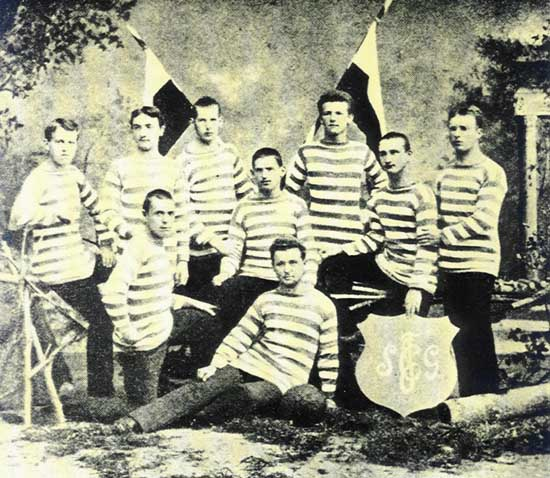
1881년 당시의 FC 장크트갈렌 선수들

- 스위스 슈퍼리그: 우승 2회 (1903–1904, 1999-2000)
- 스위스컵: 우승 1회 (1969), 준우승 3회 (1945, 1977, 1998)
- 앵글로 컵: 준우승 1회 (1910)
- 스위스 리그 컵: 우승 1회 (1978), 준우승 1회 (1982)
- 스위스 챌린지리그: 우승 1회 (2009)

## 선수 명단

### 현역
참고: FIFA 자격 규정에 따라 소속된 국가대표팀 국기를 표시합니다. 선수는 복수의 FIFA 비회원국 국적을 가지고 있을 수 있습니다.
| 번호 | 포지션 | 국적   | 이름            |
| ---- | ------ | ------ | --------------- |
| 11   | FW     | 기니   | 무스타파 시세   |
| 16   | MF     |        | 루카스 괴르틀러 |
| 19   | MF     |        | 루카스 다슈너   |
| 33   | FW     | 카메룬 | 장피에르 은사메 |
| 35   | GK     |        | 벨라 둠라스     |

| 번호 | 포지션 | 국적 | 이름        |
| ---- | ------ | ---- | ----------- |
| 47   | FW     |      | 에녹 오우수 |

## 역대 감독
| 감독                | 임기        |
| ------------------- | ----------- |
| 쿠르트 야라         | 1988 ~ 1991 |
| 크라시미르 발라코프 | 2007 ~ 2008 |